# TriStar Pictures

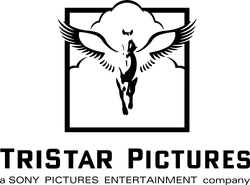
Logo de TriStar Pictures (1933)

TriStar Pictures, Inc. (escrito Tri-Star hasta el 1991) es una subsidiaria de Cine de  Sony Corporation, a su vez una subdivisión del Sony Pictures Motion Picture Group. Es propiedad de Sony Pictures Entertainment y fue fundada en mayo de 1983. 
El concepto de TriStar se produjo en 1982 cuando Columbia (entonces afiliada con Coca-Cola), HBO, y CBS decidieron poner recursos en común para dividir cada vez más los costos de la filmación de películas. Su primer lanzamiento, en 1984, fue The Natural. Su segunda película fue un fracaso remake de la película de 1960 de Metro-Goldwyn-Mayer Where the Boys Are.
CBS dejó de financiar TriStar Pictures en 1984 (CBS aún estaba en involucrado en algunas películas de TriStar bajo la etiqueta de CBS / Fox Video), y, en definitiva, abandonó la empresa en 1987. En abril de 1987, Tri-Star entró en el negocio de la televisión como TriStar Television. En diciembre de 1987, HBO dejó de financiar Tristar Pictures. Tri-Star y Columbia Pictures compraron sus acciones y las empresas Columbia y Tri-Star se fusionaron en Columbia Pictures Entertainment. Ambas empresas siguieron la producción y distribución de películas bajo sus nombres por separado.
En 1989, todas las acciones de Coca Cola fueron adquiridas por la Sony Corporation of Japan, que se fusionaron con Columbia y TriStar, pero siguieron utilizando sus nombres por separado. Sony Pictures Entertainment más tarde revivió a TriStar Televisión como una producción de televisión en 1991 y co-lanzó a Columbia TriStar Television en 1994, con su estudio hermano de televisión Columbia Pictures Television. Alrededor del verano de 1998, Sony Pictures Entertainment se fusionó con Columbia TriStar para formar Columbia TriStar Pictures (o Columbia TriStar Entertainment, Inc), pero al igual que Columbia Pictures Entertainment, ambas divisiones siguieron la producción y distribución de películas bajo su propio nombre.
TriStar fue relanzado en 2004 como una unidad de comercialización y adquisiciones que tendrá un "especial énfasis en los géneros de películas". 
TriStar fue el distribuidor teatral para muchas películas producidas por Carolco Pictures (los derechos de una sola de sus películas, Cliffhanger, se ha mantenido en poder de TriStar).